# Astabé
Dans la mythologie grecque, Astabé est une des filles du dieu fleuve Pénée.

## Famille
Astabé est la fille du dieu fleuve Pénée  avec une compagne inconnue.
Par son union avec le dieu Hermès, elle devient la mère d'Astacus, père d'Ioclès, père d'Hipponous